# Antonio Carbajal
Antonio Felix Carbajal Rodríguez (ur. 7 czerwca 1929 w Meksyku, zm. 9 maja 2023 w León) – meksykański piłkarz, grający na pozycji bramkarza. Pięciokrotny uczestnik finałów mistrzostw świata. Obdarzany przydomkiem La Tota.
W reprezentacji Meksyku w latach 1950–1966 rozegrał 47 spotkań. W tych samych latach regularnie występował w mistrzostwach świata, na pięciu turniejach rozgrywając łącznie 11 meczów (MŚ 50, MŚ 54, MŚ 58, MŚ 62, MŚ 66). Jego rekord startów w imprezie wyrównali dopiero Lothar Matthäus w 1998 i Gianluigi Buffon w 2014.
Grał w zespołach Club España i – przez ponad 15 lat – Club León. Z tym drugim zdobywał tytuły mistrza kraju.